# Henry Montagu (1er comte de Manchester)
Pour les articles homonymes, voir Montagu.
Henry Montagu (vers 1563, Boughton - 7 novembre 1642), 1er comte de Manchester (en), est un homme d'État anglais.

## Biographie
Fils de Edward Montagu of Boughton (en), il suit ses études à Christ's College (Cambridge) et rest élu recorder of London en 1603.
Il est nommé Lord Chief Justice du roi en 1616, Lord Grand Trésorier en 1620, Lord Président du Conseil en 1621, Lord du Sceau privé en 1628 et commissioner of the treasury en 1635.
Il est Lord Lieutenant of Huntingdonshire de 1624 à 1642.
Marié à Catherine Spencer, puis à Margaret Crouch, il est le père de Edward Montagu, de Walter Montagu (en), de George Montagu et de James Montagu.

## Sources
- (en) Cet article est partiellement ou en totalité issu de l’article de Wikipédia en anglais intitulé « Henry Montagu, 1st Earl of Manchester » (voir la liste des auteurs).
- Montagu, Henry, in "Alumni Cantabrigienses" (10 vols)
- Montagu, Henry, in "Dictionary of National Biography", 1885–1900